# Unicorn catleyi
Unicorn catleyi är en spindelart som beskrevs av Norman I. Platnick och Antonio D. Brescovit 1995. Unicorn catleyi ingår i släktet Unicorn och familjen dansspindlar. Inga underarter finns listade i Catalogue of Life.